# Герб Ліди

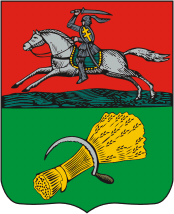
Міський герб з 1845 року до початку ХХ ст.

Герб Ліди є одним із символів міста Ліди. Це один із найстаріших гербів Білорусі. Ліда отримала свій герб за магдебурзьким правом 17 вересня 1590 року. підписаний Сигізмундом III .
Герб — розбитий «на стовп» бароковий щит. У правому полі червоного кольору золотий лев, повернутий вправо, у лівому блакитному — два схрещені золоті ключі.
Лев — популярна геральдична тварина, він асоціюється з силою, могутністю, щедрістю, шляхетною відвагою. Лідський лев стоїть у звичайній геральдичній позі, на задніх лапах, передніми атакує, повернутий у профіль, язик висовується з пащі, хвіст піднятий і зігнутий; але на відміну від типових левів на гербі Ліди зображення повернуто вліво. Червоне поле – це символічне поле, просочене кров’ю солдатів. Лише три білоруські міста мають зображення лева на своїх гербах: Ліда, Слонім і Городок ( Вітебська область. ). На білоруських гербах єдині схрещені золоті ключі. Блакитний означає повітря, ключі від блакитного - можливо, ключі від раю, якщо життя прожити мужньо.
6 квітня 1845 року за указом Миколи I герб був змінений на новий, що представляв собою щит, розділений на дві половини. У верхній половині - герб Віленської губернії ( погоня ), у нижній сніп хліба і серп. Сьогоднішній герб міста представлений у вигляді 1590 року.
Офіційний статус на території сучасної Білорусі отримав 30 травня 2002 року . На гербі країни він знаходиться під № 85.